# Konstrukcja
Konstrukcja (układ konstrukcyjny) – obiekt powstały w wyniku wzajemnego powiązania wielu elementów (części) składowych w celu zbudowania pewnej strukturalnej i niepodzielnej całości.
W ujęciu ogólnym rozróżnia się dwa zasadnicze typy konstrukcji:
- konstrukcje budowlane[1][2][3],
- konstrukcje maszyn, urządzeń i pojazdów.

Konstrukcje budowlane klasyfikuje się zazwyczaj według zasadniczych typów elementów tych konstrukcji:
- Konstrukcja prętowa – złożona jest z samych prętów np:
  - belkowa,
  - łukowa,
  - kratowa,
  - ramowa,
  - cięgnowa
  - rusztowa.
- Konstrukcja łupinowa – jej elementy są dźwigarami płasko-przestrzennymi:
  - płytowa,
  - tarczowa,
  - powłokowa.
- Konstrukcja bryłowa (blokowa) – jej elementy są bryłami np.:
  - masywny mur oporowy,
  - zapora ziemna.

Najczęściej konstrukcje składają się z różnych typów elementów i tak mamy np. konstrukcje: belkowo-płytowe, ramowo-kratowe, tarczowo-powłokowe itp.
Konstrukcje mogą być płaskie albo przestrzenne. Płaską nazywamy taką konstrukcję, której wszystkie elementy pracują w jednej płaszczyźnie. Jeżeli ten warunek nie jest spełniony, to wtedy konstrukcję nazywamy przestrzenną (pracującą przestrzennie).
Konstrukcje maszyn, urządzeń i pojazdów są trudne do sklasyfikowania ze względu na wielką różnorodność typów tych obiektów wynikającą z wielorakich realizacji praktycznych.